# 大動脈弓
大動脈弓（だいどうみゃくきゅう、英: arch of aorta）は、ヒトでは上行大動脈に続き、第4胸椎の高さで下行大動脈となる（臨床的には左鎖骨下動脈までを大動脈弓とすることもある）。肺動脈幹の分岐部を囲むように左方向へ背側に弯曲し、その後下行する形があたかも”弓”のように見えるため、この名が付いた。

## 解剖
大動脈弓上方からは中枢側から順に腕頭動脈、左総頚動脈、左鎖骨下動脈が分岐する。左鎖骨下動脈との分岐部のすぐ末梢側では大動脈弓は細くなり、大動脈峡部(isthmus of aorta)と呼ばれる。この部分の先天的な強い狭窄を大動脈縮窄(coarctation)と呼ばれ、下半身への血行動態が不全となる。

## 枝
- 腕頭動脈
- 左総頚動脈
- 左鎖骨下動脈